# Linnaemya ingrami
Linnaemya ingrami là một loài ruồi trong họ Tachinidae.